# European Association for Security
European Association for Security (Europejskie Stowarzyszenie Nauk o Bezpieczeństwie, EAS) – jest towarzystwem naukowym prowadzącym badania oraz  popularyzację nauki o bezpieczeństwie. EAS powstało na konferencji krakowskiej 12 maja 2000 r. i posiada osobowość prawną. Działa na podstawie Statutu, który został uchwalony w dniu 12 czerwca 2001 r. i z postanowieniem Sądu Rejonowego dla Krakowa Śródmieścia w Krakowie z dnia 21 maja 2002 r. wpisany do Rejestru Stowarzyszeń Krajowego Rejestru Sądowego pod numerem 0000114138

## Władze Stowarzyszenia
W dniu 15.10.2020 roku odbyło się Walne Zgromadzenie European Assocation for Security. W jego wyniku wybrane zostały nowe władze Stowarzyszenia. W skład  obecnego Zarządu wchodzą:
- dr hab. inż. Andrzej Dawidczyk - Prezes
- dr hab. Sławomir Zalewski - Wiceprezes
- dr Agata Lasota - Jądrzak - Członek Zarządu ds. Rynku Wiedzy o Bezpieczeństwie
- dr Tadeusz Mike- Członek Zarządu ds. Promocji i Kontaktu z Mediami
- dr Tomasz Wałek - Członek Zarządu ds. organizacyjno-finansowych
- dr Piotr Swoboda - Członek Zarządu ds. rozwoju i integracji naukowej
- mgr Anna Ćwiklińska - Członek Zarządu
- mgr Zenon Wojtanis - Członek Zarządu

## Cele Stowarzyszenia
Celem Stowarzyszenia są badania naukowe oraz edukacja dla bezpieczeństwa ludzi i firm w Europie. Stowarzyszenie realizuje swoje cele poprzez:
- działalność edukacyjną,
- działalność konsultingową,
- działalność popularyzatorską,
- działalność wydawniczą,
- organizowanie konferencji naukowych,
- szkolenia,
- organizowanie spotkań i dyskusji,
- wymianę informacji,
- finansowanie stypendiów naukowych i edukacyjnych,
- ocenę działań dla ochrony przed zagrożeniami,
- ocenę bezpieczeństwa urządzeń,
- rekomendacje organizacji i firm działających dla bezpieczeństwa,
- reprezentowanie interesów i ochrona praw członków stowarzyszenia wobec władz państwowych, samorządowych i innych podmiotów,
- kształtowanie warunków społecznych i organizacyjnych dla poprawy bezpieczeństwa,
- tworzenie warunków organizacyjnych i ekonomicznych dla podnoszenia jakości usług edukacyjnych,
- wyrażanie opinii w sprawach związanych ze statutowym celem Stowarzyszenia,
- współpracę z podmiotami krajowymi i zagranicznymi,
- prowadzenie działalności gospodarczej,
- wykonywanie innych zadań wynikających z uchwał Walnego Zebrania Członków.

## Działalność Stowarzyszenia
Misją nowego Zarządu jest rewitalizacja Stowarzyszenia, nadanie większej dynamiki działań, rozwinięcie nowych form aktywności. Jednak nadrzędnym celem jest włączenie członków European Association for Security do czynnego uczestnictwa w pracach Stowarzyszenia, nade wszystko stworzenie warunków do osobistego rozwoju członków, poprzez udział w planowanych stażach międzynarodowych, w projektach naukowo-badawczych, udział w programie Erasmus+ i innych, nad którymi nowy Zarząd obecnie intensywnie pracuje. 

## Członkowie
Stowarzyszenie zrzesza osobistości świata nauki i menedżerów oraz instytucje akademickie, organizacje społeczne z Bułgarii, Czech, Francji, Grecji, Hiszpanii, Łotwy, Mołdawii, Niemiec, Polski, Rosji, Rumunii, Serbii, Słowacji, Ukrainy, Węgier, Turcji, Włoch, Zjednoczonego Królestwa Wielkiej Brytanii i Irlandii Północnej, zajmujące się problematyką edukacji oraz bezpieczeństwa.